# Liste de films tournés dans le département de l'Eure
Un certain nombre d'œuvres cinématographiques et télévisuelles ont été tournés dans le département de l'Eure.
Voici une liste à compléter de films, téléfilms, feuilletons télévisés, films documentaires… tournés dans le département de l'Eure, classés par commune et lieu de tournage et date de diffusion.
- Haut – A
- B
- C
- D
- E
- F
- G
- H
- I
- J
- K
- L
- M
- N
- O
- P
- Q
- R
- S
- T
- U
- V
- W
- X
- Y
- Z

## A
- Acquigny
  - 1964 : Le Train de John Frankenheimer
  - 1999 : Pola X de Léos Carax

- Amfreville-sous-les-Monts
  - 1967 : Les Grandes Vacances de Jean Girault

- Andé
  - 1962 : Le Combat dans l'île d'Alain Cavalier
  - 1962 : Jules et Jim de François Truffaut

- Aubevoye
  - 1999 : Ressources humaines de Laurent Cantet

- Autheuil-Authouillet
  - 1964 : Le Train de John Frankenheimer

- Haut – A
- B
- C
- D
- E
- F
- G
- H
- I
- J
- K
- L
- M
- N
- O
- P
- Q
- R
- S
- T
- U
- V
- W
- X
- Y
- Z

## B
- Bernay :
  - 1992 : La Petite Amie d'Antonio de Manuel Poirier

- Berthouville :
  - 1997 : Marion de Manuel Poirier

- Beuzeville :
  - 2003 : Ni pour ni contre (bien au contraire) de Cédric Klapisch

- Boissy-Lamberville :
  - 2002 : René d'Alain Cavalier

- Breteuil-sur-Iton :
  - 1952 : Le Trou normand de Jean Boyer

- Breuilpont :
  - 1955 : Napoléon de Sacha Guitry[1]

- Brionne :
  - 1997 : Marion de Manuel Poirier

- Haut – A
- B
- C
- D
- E
- F
- G
- H
- I
- J
- K
- L
- M
- N
- O
- P
- Q
- R
- S
- T
- U
- V
- W
- X
- Y
- Z

## C
- Château-sur-Epte
  - 2016 : Médecin de campagne de Thomas Lilti[2]

- Conches-en-Ouche
  - 1950 : Le Rosier de madame Husson de Jean Boyer
  - 1952 : Le Trou normand de Jean Boyer

- Haut – A
- B
- C
- D
- E
- F
- G
- H
- I
- J
- K
- L
- M
- N
- O
- P
- Q
- R
- S
- T
- U
- V
- W
- X
- Y
- Z

## D
- Dampsmesnil
  - 2008 : Séraphine de Martin Provost

- Haut – A
- B
- C
- D
- E
- F
- G
- H
- I
- J
- K
- L
- M
- N
- O
- P
- Q
- R
- S
- T
- U
- V
- W
- X
- Y
- Z

## E
- Épinay :
  - 1998 : Les Visiteurs 2 de  Jean-Marie Poiré

- Étréville :
  - 1975 : Adieu poulet de Pierre Granier-Deferre

- Évreux :
  - 1967 : Le Voleur (film, 1967) de Louis Malle

- Haut – A
- B
- C
- D
- E
- F
- G
- H
- I
- J
- K
- L
- M
- N
- O
- P
- Q
- R
- S
- T
- U
- V
- W
- X
- Y
- Z

## G
- Gaillon
  - 1999 : Ressources humaines de Laurent Cantet

- Gasny
  - 1975 : On a retrouvé la septième compagnie de Robert Lamoureux

- Gisors
  - 1961 au cinéma : Le Capitaine Fracasse de Pierre Gaspard-Huit (Château de Gisors)

- Giverny
  - 2006 : The Impressionists téléfilm de Tim Dunn
  - 2010 : Minuit à Paris de Woody Allen
  - 2015 : Un début prometteur d'Emma Luchini

- Giverville :
  - 1997 : Marion de Manuel Poirier

- Glos-sur-Risle
  - 2000 : Les Misérables, feuilleton de Josée Dayan

- Haut – A
- B
- C
- D
- E
- F
- G
- H
- I
- J
- K
- L
- M
- N
- O
- P
- Q
- R
- S
- T
- U
- V
- W
- X
- Y
- Z

## H
- Heudreville-sur-Eure
  - 1964 : Le Train de John Frankenheimer

- Hondouville
  - 1965 : Quand passent les faisans d'Édouard Molinaro

- Haut – A
- B
- C
- D
- E
- F
- G
- H
- I
- J
- K
- L
- M
- N
- O
- P
- Q
- R
- S
- T
- U
- V
- W
- X
- Y
- Z

## I
- Igoville
  - 1967 : Les Grandes Vacances de Jean Girault

- Ivry-la-Bataille
  - 1955 : Napoléon  de Sacha Guitry
  - 1976 : Monsieur Klein de Joseph Losey[3]

- Haut – A
- B
- C
- D
- E
- F
- G
- H
- I
- J
- K
- L
- M
- N
- O
- P
- Q
- R
- S
- T
- U
- V
- W
- X
- Y
- Z

## L
- La Ferrière-sur-Risle
  - 1963 : La Cuisine au beurre de Gilles Grangier

- La Neuve-Lyre
  - 1950 : Le Rosier de madame Husson de Jean Boyer
  - 1952 : Le Trou normand de Jean Boyer

- La Vieille-Lyre
  - 1952 : Le Trou normand de Jean Boyer

- Le Neubourg
  - 1950 : Le Rosier de madame Husson de Jean Boyer

- Le Noyer-en-Ouche
  - 1963 : La Cuisine au beurre de Gilles Grangier

- Les Andelys
  - 1959 : Signé Arsène Lupin d'Yves Robert
  - 1963 : Judex de Georges Franju
  - 1967 : Le Chevalier Tempête série télévisée de Yannick Andréi[4]

- Lieurey
  - 1999 : Un pont entre deux rives de Gérard Depardieu et Frédéric Auburtin
  - 2002 : René d'Alain Cavalier

- Louviers
  - 1947 : Pas si bête d'André Berthomieu
  - 1964 : Le Train de John Frankenheimer
  - 1997 : La Vérité si je mens ! de Thomas Gilou
  - 1999 : Pola X de Léos Carax

- Lyons-la-Forêt
  - 1934 : Madame Bovary de Jean Renoir
  - 2014 : Gemma Bovery d'Anne Fontaine
  - 1991 :  Madame Bovary de Claude Chabrol

- Haut – A
- B
- C
- D
- E
- F
- G
- H
- I
- J
- K
- L
- M
- N
- O
- P
- Q
- R
- S
- T
- U
- V
- W
- X
- Y
- Z

## M
- Marais Vernier
  - 1970 : La Horse de Pierre Granier-Deferre

- Marbeuf
  - 1990 : Promotion canapé de Didier Kaminka

- Ménilles
  - 1964 : Le Train de John Frankenheimer

- Haut – A
- B
- C
- D
- E
- F
- G
- H
- I
- J
- K
- L
- M
- N
- O
- P
- Q
- R
- S
- T
- U
- V
- W
- X
- Y
- Z

## P
- Pacy-sur-Eure
  - 1964 : Le Train de John Frankenheimer
  - 2004 : La Maison de Nina de Richard Dembo

- Pont-Audemer
  - 1999 : Un pont entre deux rives de Gérard Depardieu et Frédéric Auburtin

- Pont-Saint-Pierre
  - 1947 : Pas si bête d'André Berthomieu

- Haut – A
- B
- C
- D
- E
- F
- G
- H
- I
- J
- K
- L
- M
- N
- O
- P
- Q
- R
- S
- T
- U
- V
- W
- X
- Y
- Z

## R
- Routot
  - 1999 : Un pont entre deux rives de Gérard Depardieu et Frédéric Auburtin

- Haut – A
- B
- C
- D
- E
- F
- G
- H
- I
- J
- K
- L
- M
- N
- O
- P
- Q
- R
- S
- T
- U
- V
- W
- X
- Y
- Z

## S
- Saint-Germain-Village
  - 1999 : Un pont entre deux rives de Gérard Depardieu et Frédéric Auburtin

- Saint-Ouen-de-Pontcheuil
  - 1984 à la télévision : Les Cerfs-volants série TV de Pierre Badel

- Sainte-Marthe
  - 1952 : Le Trou normand de Jean Boyer

- Haut – A
- B
- C
- D
- E
- F
- G
- H
- I
- J
- K
- L
- M
- N
- O
- P
- Q
- R
- S
- T
- U
- V
- W
- X
- Y
- Z

## T
- Trouville-la-Haule
  - 2002 : René d'Alain Cavalier

- Haut – A
- B
- C
- D
- E
- F
- G
- H
- I
- J
- K
- L
- M
- N
- O
- P
- Q
- R
- S
- T
- U
- V
- W
- X
- Y
- Z

## V
- Vernon
  - 1959 : Les Quatre Cents Coups de François Truffaut
  - 1959 : Maigret et l'Affaire Saint-Fiacre de Jean Delannoy
  - 1962 : Jules et Jim de François Truffaut
  - 1967 : Les Grandes Vacances de Jean Girault
  - 1994 : Le Colonel Chabert d'Yves Angelo[5]
  - 2010 : Minuit à Paris de Woody Allen
  - 2011 : Une partie de campagne de Jean-Daniel Verhaeghe (téléfilm de la série Chez Maupassant)

- Vexin-sur-Epte
  - 2005 :  Le Courage d'aimer de Claude Lelouch

- Haut – A
- B
- C
- D
- E
- F
- G
- H
- I
- J
- K
- L
- M
- N
- O
- P
- Q
- R
- S
- T
- U
- V
- W
- X
- Y
- Z